# Руска република
Руската република (на руски: Российская республика) е краткотрайно просъществувала руска държава през 1917 година. Тя е наследница на Руската империя и предшественица на Съветска Русия (1917) и Съветския съюз (1922).
В периода от Февруарската революция – от абдикацията на 2 март (15 март ст. стил) 1917 г. и изолирането под домашен арест на император Николай II, до септември 1917 г. въпросът с формата на държавно управление остава нерешен. Фактически Руската империя през този период е с републиканско управление. Временното правителство обявява Русия официално за република на 1 (14 септември) 1917 г., но с избухването на Октомврийската революция правителството е свалено 25 октомври (7 ноември) 1917 г.